# Calliferoplia angulopicta
Calliferoplia angulopicta är en skalbaggsart som beskrevs av Leon Fairmaire 1897. Calliferoplia angulopicta ingår i släktet Calliferoplia och familjen Melolonthidae. Inga underarter finns listade.